# Agrostis taylori
Agrostis taylori é uma espécie de gramínea do gênero Agrostis, pertencente à família Poaceae.